# Ненашкина, Светлана Александровна
Светлана Александровна Ненашкина (6 августа 1981) — российская футболистка, полузащитница.

## Биография
Выступала за клуб «Сибирячка» (Красноярск), а также в высшей лиге России за «Дон-Текс» (Шахты) и «Энергетик-КМВ» (Кисловодск). За кисловодский клуб провела 13 матчей из 14 сыгранных командой в сезоне 2003 года, в большинстве из них выходила на замену. Вызывалась в молодёжную сборную России.
В 2005 году играла за дебютанта высшего дивизиона России клуб «Нева» (Санкт-Петербург), приняла участие во всех 20 матчах своего клуба и стала автором одного гола — 18 мая 2005 года в матче против «Лады» (2:9). Её команда стала аутсайдером турнира, проиграв все матчи.
Дальнейшая судьба неизвестна.